# Mortal Sin
Mortal Sin ist eine australische Thrash-Metal-Band aus der Gegend von Sydney.

## Bandgeschichte
Mortal Sin wurden im Jahr 1985 von Mat Maurer (Gesang) und Wayne Campbell gegründet. Zusammen mit den Gitarristen Keith Krstin und Paul Carwana sowie Bassist Andy Eftichiou nahmen sie das Debütalbum Mayhemic Destruction auf und veröffentlichten es im Eigenvertrieb. Der von Metallica inspirierte Speed und Thrash Metal erweckte das Interesse des Major-Labels Phonogram, die es 1987 in ihren Vertrieb aufnahm und mit veränderten Coverartwork weltweit veröffentlichte. Bereits nach der Aufnahme stieg Keith Krstin aus und machte Platz für Mick Burke (ex-Slaughter Lord). 1988 begaben sich Mortal Sin auf eine Support-Tour für Metallica. 
1989 erschien Face of Despair, der Zweitling von Mortal Sin. Eine Europa-Tour im Vorprogramm von Testament und Faith No More folgt der Veröffentlichung. Allerdings kam es auch hier wieder zu einer Auswechslung, Steve Hughes, ein weiteres Ex-Mitglied von Slaughter Lord, übernahm das Schlagzeug. Nach der Rückkehr aus Europa verließ auch Maurer die Band, die deshalb kurz vor der Auflösung stand.
Mit einem völlig neuen Line-up veröffentlichte Andy Eftichiou das dritte Album Every Dog Has its Day (in Australien: Rebellious Youth) über Music for Nations. Die Musik hat mit dem ursprünglichen Stil der Band kaum noch etwas zu tun, Mortal Sin spielte nun kommerzielleren Power Metal, der dennoch erfolglos blieb. Zudem wurde Eftichiou von seinen Ex-Mitgliedern verklagt, die rechtliche Ansprüche am Bandnamen anmeldeten. Erfolglos löste sich die Band auf.
1996 reformierte sich Mortal Sin im Line-up Maurer, Campbell, Eftichiou und Carwana mit Anthony Hoffman von Campbells Band Grungeon. Auch dieses Line-up hielt nicht lange: Carawana stieg relativ kurzfristig wieder aus und machte Platz für Troy Scerri, einem Mitglied von Campbells zweiter Band White Trash. Nach der EP Revolution of the Mind und einer erfolglosen Tour löste sich die Band wiederum auf.
2004 kam es zu einer zweiten Reunion, diesmal mit den Ex-Mitgliedern Campbell, Maurer und Eftichou, ergänzt um die beiden Gitarristen Joe Buttigieg und Mick Sultana, beide früher bei Addictive. Eine DVD mit Aufnahmen des ersten Konzertes erschien 2004 im Eigenvertrieb. Nach der Aufnahme in die Hall of Fame der Brain & Kerrang Australian Heavy Metal Music Awards stiegen Campbell und Buttigieg wieder aus. Auf der Australien-Tour mit Anthrax spielen nun Luke Cook (Schlagzeug) und Nathan Shea (Gitarre) mit. Beide sind bis heute in der Band. Ein neues Studioalbum mit dem Titel An Absence of Faith erschien 2007, in Deutschland über Armageddon Music. Im gleichen Jahr erschien außerdem ein offizielles „Bootleg“ mit dem Titel Mortal Thrashing Mad. 2008 spielte Mortal Sin im Vorprogramm von Overkill eine Europa-Tournee und spielten auf diversen Festivals, wie dem Wacken Open Air und dem Jalometalli. Im Jahr 2009 folgte eine Tour durch Südamerika, bei der u. a. Daycore als Vorgruppe beteiligt war.
Mortal Sin lösten sich kurz nach dem Ausstieg von Mat Maurer im Mai 2012 endgültig auf.

## Stil
Obwohl die beiden Alben Mayhemic Destruction und Face of Despair sehr von Metallica beeinflusst klingen, wehrte sich die Band anfänglich gegen diese Charakterisierung:

„Es ist fast unmöglich nicht mit Metallica verglichen zu werden. Nur weil Metallica so spielen wie sie spielen wollen und einen variablen Stil besitzen heißt das noch lange nicht, daß sie die einzigen sind die das dürfen.“

Eine Besonderheit im ansonsten vornehmlich religionskritisch bis -feindlichen Thrash Metal stellen die christlichen Elemente, beispielsweise das Kreuz im Bandlogo, sowie die teilweise christlichen Texte dar.

## Diskografie

### Alben
- 1986: Mayhemic Destruction (Eigenveröffentlichung über Mega Metal Productions; 1987 Re-Release über Phonogram/Vertigo Records)
- 1989: Face of Despair (Phonogram/Vertigo Records)
- 1991: Every Dog Has its Day (Music For Nations; von Virgin Records unter dem Titel Rebellious Youth veröffentlicht)
- 2007: Mortal Thrashing Mad - Official Live Bootleg (Live-Album, Eigenveröffentlichung über Mega Metal Productions)
- 2007: An Absence of Faith (Armageddon Records)
- 2011: Psychology of Death (NoiseArt Records)

### EPs
- 1988: Face of Despair (Phonogram/Vertigo Records)
- 1997: Revolution of the Mind (Eigenveröffentlichung über Mega Metal Productions)
- 2006: Out of the Darkness (Eigenveröffentlichung)

### Demos
- 1989: Rehearsal 1988
- 1990: 1990 Demo
- 2005: Demo 2005
- 2006: Pre-Production Demo

## Videos
- 1990: Face of Mayhem - Live (Video/VHS, Phonogram/Vertigo Records)
- 2004: Out of The Darkness (DVD, Eigenveröffentlichung)